# Motorrad-Weltmeisterschaft 1958
Die Motorrad-WM-Saison 1958 war die zehnte in der Geschichte der FIM-Motorrad-Straßenweltmeisterschaft.
In den Klassen bis 500 cm³, bis 350 cm³ und bis 125 cm³ wurden sieben, in der Klasse 250 cm³ sechs und bei den Gespannen vier Rennen ausgetragen.

## Punkteverteilung
| Punktewertung | Punktewertung | Punktewertung | Punktewertung | Punktewertung | Punktewertung | Punktewertung |
| ------------- | ------------- | ------------- | ------------- | ------------- | ------------- | ------------- |
| Platz         | 1             | 2             | 3             | 4             | 5             | 6             |
| Punkte        | 8             | 6             | 4             | 3             | 2             | 1             |

- Die Zahl gewerteter Läufe wurde bei gerader Anzahl an ausgetragenen Rennen berechnet, indem man diese Anzahl halbierte und dann mit eins addierte. Bei sechs Rennen gingen also vier in die WM-Wertung ein.
- Wurde eine ungerade Zahl Rennen ausgetragen, wurde die Zahl der Läufe mit eins addiert und dann halbiert. Bei sieben Rennen gingen somit vier in die Wertung ein.

## Wissenswertes
- Nachdem sich am Ende der Vorsaison drei große Hersteller zurückgezogen hatten, verlor die Motorrad-WM einen Großteil ihrer Spannung und Glaubwürdigkeit. Besonders in den großen Hubraumklassen waren die von MV Agusta eingesetzten Werksmaschinen zumeist konkurrenzlos.
- Nach einer Reihe schwerer Unfälle, bedingt durch die enorme Anfälligkeit für Seitenwind, verbot die FIM am Saisonende 1957 den weiteren Einsatz der groß dimensionierten Vollverkleidungen an den Maschinen.[1][2] Dadurch sanken die Höchstgeschwindigkeiten, das fahrerische Können trat wieder mehr in den Vordergrund, was wiederum die Attraktivität der Rennen zu erhöhte.
- Im Jahr 1958 bekam der Große Preis von Schweden erstmals WM-Status. Bis dahin war dieser der letzte der klassischen Vorkriegs-Grands-Prix gewesen, der nicht zur Weltmeisterschaft zählte.

### Todesfälle
- Der Neuseeländer John Antram kam am 26. Mai 1958, am ersten Trainingstag der Tourist Trophy ums Leben.
- Des Wolff aus Rhodesien starb am 6. Juni 1958 bei einem Unfall im Rennen der Senior-TT.
- Der australische 350er-Weltmeister von 1957, Keith Campbell, starb am 13. Juli 1958 bei einem Unfall auf der Rennstrecke von Cadours nahe Toulouse in Frankreich. Er war in einer schnellen Kurve von der Strecke abgekommen und schwer gestürzt. Die dabei erlittenen Verletzungen führten sofort zum Tod.

## 500-cm³-Klasse

### Rennergebnisse
|   | Datum  | Rennen                 | Strecke           | Platz 1      | Platz 2        | Platz 3         | Schn. Rennrunde |
| - | ------ | ---------------------- | ----------------- | ------------ | -------------- | --------------- | --------------- |
| 1 | 06.06. | 40. Isle of Man TT     | Mountain Course   | John Surtees | Bob Anderson   | Bob Brown       | John Surtees    |
| 2 | 28.06. | 28. Dutch TT           | Assen             | John Surtees | John Hartle    | Derek Minter    | John Surtees    |
| 3 | 06.07. | 31. GP von Belgien     | Spa-Francorchamps | John Surtees | Keith Campbell | John Hartle     | John Surtees    |
| 4 | 20.07. | 22. GP von Deutschland | Nürburgring       | John Surtees | John Hartle    | Gary Hocking    | John Surtees    |
| 5 | 27.07. | GP von Schweden        | Hedemora          | Geoff Duke   | Dickie Dale    | Terry Shepherd  | Geoff Duke      |
| 6 | 09.08. | 30. Ulster GP          | Dundrod           | John Surtees | Bob McIntyre   | John Hartle     | John Surtees    |
| 7 | 14.09. | 36. GP der Nationen    | Monza             | John Surtees | Remo Venturi   | Umberto Masetti | John Surtees    |

### Fahrerwertung
| 1 | John Surtees       | MV Agusta    | 32 (48) |
| 2 | John Hartle        | MV Agusta    | 20      |
| 3 | Geoff Duke         | BMW / Norton | 13      |
| 4 | Dickie Dale        | BMW          | 13 (16) |
| 5 | Derek Minter       | Norton       | 10      |
| 6 | Gary Hocking       | Norton       | 8       |
| 7 | Ernst Hiller       | BMW          | 8       |
| 8 | Bob Anderson       | Norton       | 7       |
| 9 | Keith Campbell (†) | Norton       | 6       |

|    | Bob McIntyre    | Norton    | 6 |
|    | Remo Venturi    | MV Agusta | 6 |
| 12 | Bob Brown       | Norton    | 6 |
| 13 | Terry Shepherd  | Norton    | 4 |
|    | Umberto Masetti | MV Agusta | 4 |
| 15 | Dave Chadwick   | Norton    | 3 |
| 16 | Carlo Bandirola | MV Agusta | 2 |
| 17 | John Anderson   | Norton    | 1 |

(Punkte in Klammern inklusive Streichresultate)

### Konstrukteurswertung
| 1 | MV Agusta | 32 (48) |
| 2 | Norton    | 22 (31) |
| 3 | BMW       | 16 (18) |

(Punkte in Klammern inklusive Streichresultate)

## 350-cm³-Klasse

### Rennergebnisse
|   | Datum  | Rennen                 | Strecke           | Platz 1      | Platz 2       | Platz 3        | Schn. Rennrunde              |
| - | ------ | ---------------------- | ----------------- | ------------ | ------------- | -------------- | ---------------------------- |
| 1 | 06.06. | 40. Isle of Man TT     | Mountain Course   | John Surtees | Dave Chadwick | Geoff Tanner   | John Surtees                 |
| 2 | 28.06. | 28. Dutch TT           | Assen             | John Surtees | John Hartle   | Keith Campbell | John Surtees                 |
| 3 | 06.07. | 31. GP von Belgien     | Spa-Francorchamps | John Surtees | John Hartle   | Keith Campbell | John Surtees                 |
| 4 | 20.07. | 22. GP von Deutschland | Nürburgring       | John Surtees | John Hartle   | Dave Chadwick  | John Surtees                 |
| 5 | 27.07. | GP von Schweden        | Hedemora          | Geoff Duke   | Bob Anderson  | Mike Hailwood  | Bob Anderson                 |
| 6 | 09.08. | 30. Ulster GP          | Dundrod           | John Surtees | John Hartle   | Terry Shepherd | John Surtees und John Hartle |
| 7 | 14.09. | 36. GP der Nationen    | Monza             | John Surtees | John Hartle   | Geoff Duke     | John Surtees                 |

### Fahrerwertung
| 1  | John Surtees       | MV Agusta | 32 (48) |
| 2  | John Hartle        | MV Agusta | 24 (30) |
| 3  | Geoff Duke         | Norton    | 17      |
| 4  | Dave Chadwick      | Norton    | 13      |
| 5  | Bob Anderson       | Norton    | 11      |
| 6  | Mike Hailwood      | Norton    | 9       |
| 7  | Keith Campbell (†) | Norton    | 8       |
| 8  | Terry Shepherd     | Norton    | 7       |
|    | Derek Minter       | Norton    | 7       |
| 10 | Geoff Tanner       | Norton    | 4       |

| 11 | Alan Trow     | Norton          | 3 |
| 12 | George Catlin | Norton          | 2 |
|    | Geoff Monty   | Norton          | 2 |
|    | Bob McIntyre  | Norton          | 2 |
| 15 | Alastair King | Norton          | 1 |
| 16 | Luigi Taveri  | Norton          | 1 |
| 17 | Dickie Dale   | Norton          | 1 |
| 18 | Mike O’Rourke | Norton          | 1 |
| 19 | Bob Brown     | Norton / A.J.S. | 1 |

(Punkte in Klammern inklusive Streichresultate)

### Konstrukteurswertung
| 1 | MV Agusta | 32 (48) |
| 2 | Norton    | 22 (34) |
| 3 | A.J.S.    | 1       |

(Punkte in Klammern inklusive Streichresultate)

## 250-cm³-Klasse

### Rennergebnisse
|   | Datum  | Rennen                 | Strecke       | Platz 1           | Platz 2          | Platz 3       | Schn. Rennrunde   |
| - | ------ | ---------------------- | ------------- | ----------------- | ---------------- | ------------- | ----------------- |
| 1 | 04.06. | 40. Isle of Man TT     | Clypse Course | Tarquinio Provini | Carlo Ubbiali    | Mike Hailwood | Tarquinio Provini |
| 2 | 28.06. | 28. Dutch TT           | Assen         | Tarquinio Provini | Carlo Ubbiali    | Dieter Falk   | Tarquinio Provini |
| 3 | 20.07. | 22. GP von Deutschland | Nürburgring   | Tarquinio Provini | Horst Fügner     | Dieter Falk   | Tarquinio Provini |
| 4 | 27.07. | GP von Schweden        | Hedemora      | Horst Fügner      | Mike Hailwood    | Geoff Monty   | Tarquinio Provini |
| 5 | 09.08. | 30. Ulster GP          | Dundrod       | Tarquinio Provini | Tommy Robb       | Dave Chadwick | Tarquinio Provini |
| 6 | 14.09. | 36. GP der Nationen    | Monza         | Emilio Mendogni   | Giampiero Zubani | Carlo Ubbiali | Giampiero Zubani  |

### Fahrerwertung
| 1  | Tarquinio Provini | MV Agusta | 32 |
| 2  | Horst Fügner      | MZ        | 16 |
| 3  | Carlo Ubbiali     | MV Agusta | 16 |
| 4  | Mike Hailwood     | NSU       | 13 |
| 5  | Dieter Falk       | Adler     | 11 |
| 6  | Emilio Mendogni   | Morini    | 8  |
| 7  | Tommy Robb        | NSU       | 6  |
|    | Giampiero Zubani  | Morini    | 6  |
| 9  | Günter Beer       | Adler     | 6  |
| 10 | Geoff Monty       | GMS       | 4  |
| 11 | Dave Chadwick     | MV Agusta | 4  |

| 12 | Horst Kassner     | NSU         | 4 |
| 13 | Josef Autengruber | NSU         | 4 |
| 14 | Bob Brown         | NSU         | 3 |
|    | Ernst Degner      | MZ          | 3 |
| 16 | Arthur Wheeler    | F.B Mondial | 2 |
|    | Xaver Heiß        | NSU         | 2 |
| 18 | Sammy Miller      | ČZ          | 1 |
|    | Walter Reichert   | NSU         | 1 |
|    | Wilhelm Lecke     | DKW         | 1 |
|    | Dickie Dale       | NSU         | 1 |

### Konstrukteurswertung
| 1 | MV Agusta   | 32 (36) |
| 2 | NSU         | 19 (24) |
| 3 | MZ          | 17      |
| 4 | Adler       | 14 (16) |
| 5 | Morini      | 8       |
| 6 | GMS         | 4       |
| 7 | F.B Mondial | 2       |
| 8 | ČZ          | 1       |
|   | DKW         | 1       |

(Punkte in Klammern inklusive Streichresultate)

## 125-cm³-Klasse

### Rennergebnisse
|   | Datum  | Rennen                 | Strecke           | Platz 1          | Platz 2           | Platz 3           | Schn. Rennrunde  |
| - | ------ | ---------------------- | ----------------- | ---------------- | ----------------- | ----------------- | ---------------- |
| 1 | 04.06. | 40. Isle of Man TT     | Clypse Course     | Carlo Ubbiali    | Romolo Ferri      | Dave Chadwick     | Carlo Ubbiali    |
| 2 | 28.06. | 28. Dutch TT           | Assen             | Carlo Ubbiali    | Luigi Taveri      | Tarquinio Provini | Luigi Taveri     |
| 3 | 06.07. | 31. GP von Belgien     | Spa-Francorchamps | Alberto Gandossi | Romolo Ferri      | Tarquinio Provini | Alberto Gandossi |
| 4 | 20.07. | 22. GP von Deutschland | Nürburgring       | Carlo Ubbiali    | Tarquinio Provini | Ernst Degner      | Carlo Ubbiali    |
| 5 | 27.07. | GP von Schweden        | Hedemora          | Alberto Gandossi | Luigi Taveri      | Carlo Ubbiali     | Luigi Taveri     |
| 6 | 09.08. | 30. Ulster GP          | Dundrod           | Carlo Ubbiali    | Luigi Taveri      | Dave Chadwick     | Alberto Gandossi |
| 7 | 14.09. | 36. GP der Nationen    | Monza             | Bruno Spaggiari  | Alberto Gandossi  | Francesco Villa   | Bruno Spaggiari  |

### Fahrerwertung
| 1 | Carlo Ubbiali     | MV Agusta | 32 (38) |
| 2 | Alberto Gandossi  | Ducati    | 25 (28) |
| 3 | Luigi Taveri      | Ducati    | 20 (21) |
| 4 | Tarquinio Provini | MV Agusta | 17      |
| 5 | Dave Chadwick     | Ducati    | 14 (16) |
| 6 | Romolo Ferri      | Ducati    | 12      |
| 7 | Ernst Degner      | MZ        | 9       |
| 8 | Bruno Spaggiari   | Ducati    | 8       |

| 9  | Horst Fügner    | MZ          | 7 |
| 10 | Francesco Villa | Ducati      | 4 |
| 11 | Sammy Miller    | Ducati      | 3 |
| 12 | Walter Brehme   | MZ          | 2 |
| 13 | Werner Musiol   | MZ          | 1 |
|    | Arthur Wheeler  | F.B Mondial | 1 |
|    | Enzo Vezzalini  | MV Agusta   | 1 |

(Punkte in Klammern inklusive Streichresultate)

### Konstrukteurswertung
| 1 | MV Agusta   | 32 (41) |
| 2 | Ducati      | 30 (42) |
| 3 | MZ          | 11      |
| 4 | F.B Mondial | 1       |

(Punkte in Klammern inklusive Streichresultate)

## Gespanne (500 cm³)

### Rennergebnisse
|   | Datum  | Rennen                 | Strecke           | Platz 1                          | Platz 2                          | Platz 3                      | Schn. Rennrunde                  |
| - | ------ | ---------------------- | ----------------- | -------------------------------- | -------------------------------- | ---------------------------- | -------------------------------- |
| 1 | 04.06. | 40. Isle of Man TT     | Clypse Course     | Walter Schneider / Hans Strauß   | Florian Camathias / Hilmar Cecco | Jackie Beeton / Eddie Bulgin | Walter Schneider / Hans Strauß   |
| 2 | 28.06. | 28. Dutch TT           | Assen             | Florian Camathias / Hilmar Cecco | Walter Schneider / Hans Strauß   | Helmut Fath / Fritz Rudolf   | Florian Camathias / Hilmar Cecco |
| 3 | 06.07. | 31. GP von Belgien     | Spa-Francorchamps | Walter Schneider / Hans Strauß   | Florian Camathias / Hilmar Cecco | Helmut Fath / Fritz Rudolf   | Walter Schneider / Hans Strauß   |
| 4 | 20.07. | 22. GP von Deutschland | Nürburgring       | Walter Schneider / Hans Strauß   | Florian Camathias / Hilmar Cecco | Rudi Richter / Gerhard Klim  | Walter Schneider / Hans Strauß   |

### Fahrerwertung
| 1  | Walter Schneider  | Hans Strauß        | BMW    | 24 (30) |
| 2  | Florian Camathias | Hilmar Cecco       | BMW    | 20 (26) |
| 3  | Helmut Fath       | Fritz Rudolf       | BMW    | 8       |
| 4  | Jackie Beeton     | Eddie Bulgin       | Norton | 6       |
| 5  | Cyril Smith       | Eric Bliss         | Norton | 6       |
| 6  | Rudi Richter      | Gerhard Klim       | BMW    | 4       |
| 7  | Loni Neußner      | Dieter Heß         | BMW    | 4       |
| 8  | Alwin Ritter      | Edwin Blauth       | BMW    | 3       |
|    | August Rohsiepe   | Arthur Gardyanczik | BMW    | 3       |
| 10 | Ernie Walker      | Dun Roberts        | Norton | 2       |
|    | Bill Boddice      | Bill Canning       | Norton | 2       |
| 12 | Peter Woollett    | George Loft        | Norton | 1       |
|    | Arsenius Butscher | Helmut Munz        | BMW    | 1       |

(Punkte in Klammern inklusive Streichresultate)

### Konstrukteurswertung
| 1 | BMW    | 24 (32) |
| 2 | Norton | 10      |

(Punkte in Klammern inklusive Streichresultate)